# Sparks (album)
Pour les articles homonymes, voir Sparks.
Albums de Sparks
A Woofer in Tweeter's Clothing
(1972)
Singles
1. Wonder Girl
Sortie : mai 1972

Sparks est le premier album du groupe américain de rock Sparks. Il est sorti en 1971 sur le label Bearsville Records.
Produit par Todd Rundgren, il paraît à l'origine sous le titre Halfnelson, qui est également le nom original du groupe. Lorsque celui-ci adopte le nom de Sparks, l'année suivante, Bearsville réédite l'album sous ce nouveau titre, avec une pochette différente.

## Fiche technique

### Chansons
| 1. | Wonder Girl       | Ron Mael               | 2:21 |
| 2. | Fa La Fa Lee      | Ron Mael               | 2:53 |
| 3. | Roger             | Russell Mael           | 2:37 |
| 4. | High C            | Ron Mael               | 3:13 |
| 5. | Fletcher Honorama | Ron Mael               | 4:15 |
| 6. | Simple Ballet     | Russell Mael, Ron Mael | 3:53 |

| 7.  | Slowboat                | Russell Mael, Ron Mael    | 3:54 |
| 8.  | Biology 2               | Earle Mankey (en)         | 3:10 |
| 9.  | Saccharin and the War   | Russell Mael              | 4:02 |
| 10. | Big Bands               | Ron Mael, Russell Mael    | 4:16 |
| 11. | (No More) Mr. Nice Guys | Jim Mankey (en), Ron Mael | 5:49 |

### Musiciens
- Russell Mael : chant
- Ron Mael : claviers
- Earle Mankey (en) : guitare, chant sur Biology 2
- Jim Mankey (en) : basse
- Harley Feinstein : batterie

### Équipe de production
- Todd Rundgren : producteur
- James Lowe (en) : ingénieur du son
- Ron Mael : pochette
- Larry Dupont : photographie